# Fröhnd
Fröhnd ist eine Gemeinde im Landkreis Lörrach in Baden-Württemberg.

## Geografie

### Geografische Lage
Fröhnd liegt im Wiesental in 500 bis 1200 Meter Höhe im Naturpark Südschwarzwald, wo auch der Schwammbrunnenbach verläuft.

### Nachbargemeinden
Die Gemeinde grenzt im Norden an die Stadt Schönau im Schwarzwald und Wembach, im Osten an den Ortsteil Präg-Herrenschwand der Stadt Todtnau, im Süden an Häg-Ehrsberg und die Stadt Zell im Wiesental, im Westen an die Ortsteile Elbenschwand und Bürchau der Gemeinde Kleines Wiesental sowie im Nordwesten an eine Exklave der Gemeinde Wembach, an Böllen und an Schönenberg.

### Gemeindegliederung
Zur Gemeinde Fröhnd gehören auf der rechten Talseite
- Unterkastel[2]
- Kastel[3]
- Hof[4] mit der Wüstung Tanne[5]
- Ittenschwand[6]
- Oberhepschingen[7]
- Niederhepschingen[8]

und auf der linken Talseite
- Künaberg[9]
- Holz
  - Vorderholz[10]
  - Hinterholz[11]
- Stutz[12]

Außerdem gehören die Häuser Kastler und Künabergermühle zur Gemeinde.
Im Gemeindegebiet liegen die Wüstungen Burstal, Hungerberg, Tanne und Mittelholz.

## Geschichte

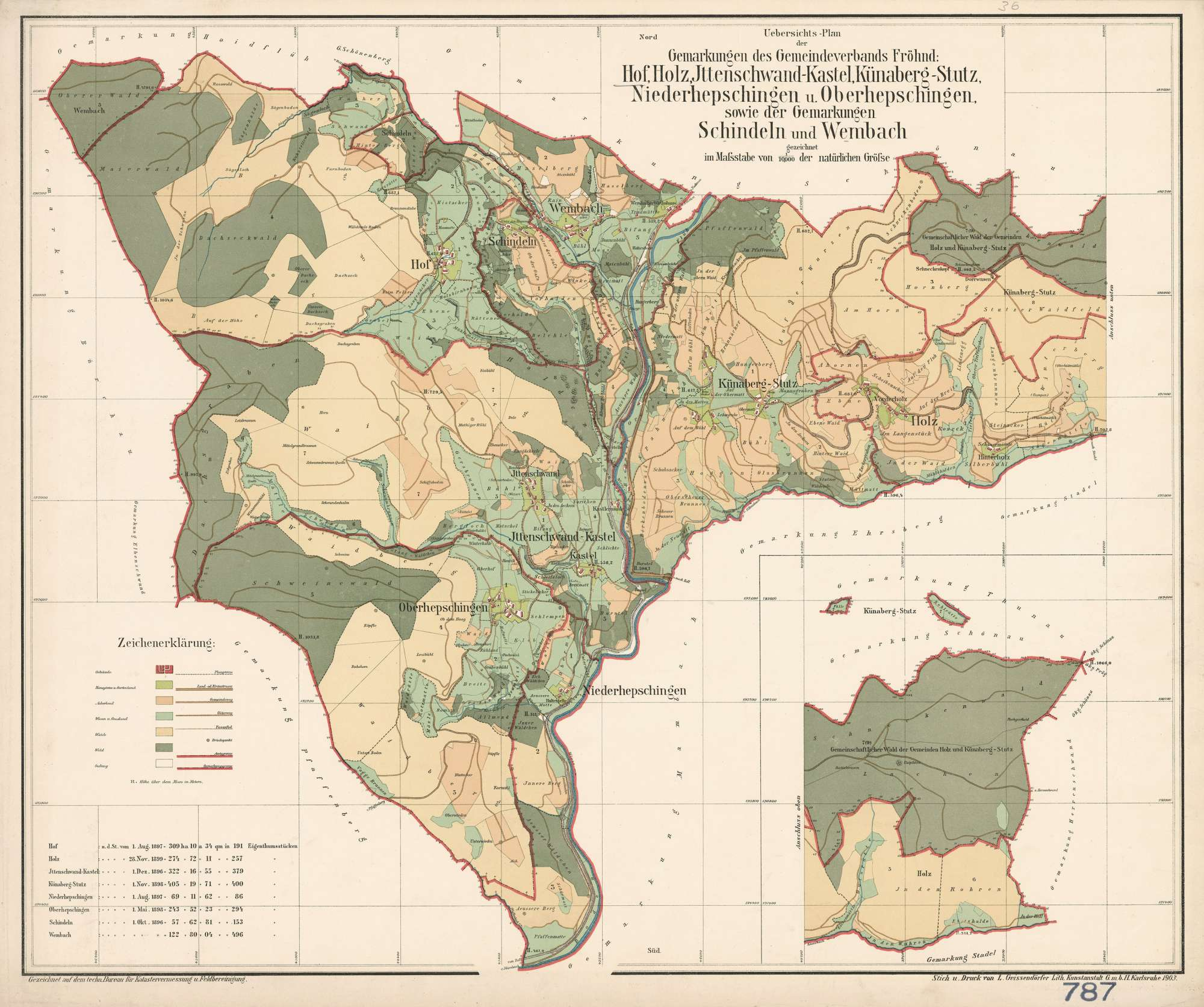
Gemarkungskarte der Fröhnd (1903)

Die älteste noch erhaltene urkundliche Erwähnung von Fröhnd datiert von 1352. Uf der Froende wird im sanktblasischen Dingrodel genannt. Der Name kommt vom mittelhochdeutschen Wort vrœnde und bezeichnet ein frondienstiges Land – ein Herrengut. Urkunden mit der Nennung von Teilorten sind teilweise deutlich älter (Hepschingen 1113; Holz, Ittenschwand, Kastel, Künaburg 1260).
Zu Beginn des 12. Jahrhunderts befand sich die Fröhnd und die Talvogtei Schönau weitgehend im Besitz von vier verwandten Adelsgeschlechtern, den Herren von Waldeck, von Eichstetten, von Wehr und von Grenchen. Weitere Herrengeschlechter waren die von Stein mit Besitz in Hinterholz und Kienberg, die als Nachfolger derer von Grenchen in Künaburg gelten und Besitz in Kastel hatten. Bis 1260 hatte das Kloster St. Blasien, den gesamten Grundbesitz durch Schenkungen und Käufe in seine Hand bekommen und war damit alleiniger Grundherr der Fröhnd und hatte die niedere Gerichtsbarkeit. Durch den sogenannten Vogteivertrag des Klosters mit den Habsburgern erlangte das Kloster 1356 für die Fröhnd die Vogteifreiheit und durfte auch die hohe Gerichtsbarkeit wahrnehmen. Obwohl die Fröhnd durch die sanktblasianische Talvogtei Schönau mit verwaltet wurde, hatten die Bewohner Rechte und Pflichten, die von denen der Bewohner der eigentlichen Talvogtei etwas abweichend waren. Die Landeshoheit hatten die Habsburger und die Fröhnd war mit der Talvogtei Schönau der Grafschaft Hauenstein und dem vorderösterreichischen Waldvogt zugeordnet und war Teil des vorderösterreichischen Breisgaus. 
Durch den Reichsdeputationshauptschluss kam der vorderösterreichische Breisgau an das kurzlebige Herzogtum Modena-Breisgau, das alsbald wieder an das Haus Habsburg vererbt wurde. Durch den Frieden von Pressburg kam dieses Herzogtum 1806 an das Kurfürstentum Baden, das noch im gleichen Jahr von Napoleon zum Großherzogtum Baden gemacht wurde. Das Großherzogtum schuf in der Verwaltungsreform von 1807 das Bezirksamt Schönau, dem auch Fröhnd zugeordnet wurde. Nach der Auflösung dieses Bezirksamtes 1924 wurde das Bezirksamt Schopfheim für Fröhnd zuständig. Mit dessen definitiver Auflösung per 1. April 1938 wurde für Fröhnd das staatliche Bezirksamt Lörrach zuständig, das per 15. Juni 1939 zusammen mit dem bisherige Kreis Lörrach als Verband der kommunalen Selbstverwaltung durch den Landkreis Lörrach als unterer staatlicher Verwaltungsbezirk (Organleihe) und gleichzeitig Selbstverwaltungskörperschaft ersetzt wurde.

## Politik

### Verwaltungsverband
Die Gemeinde ist Mitglied im Gemeindeverwaltungsverband Schönau im Schwarzwald.

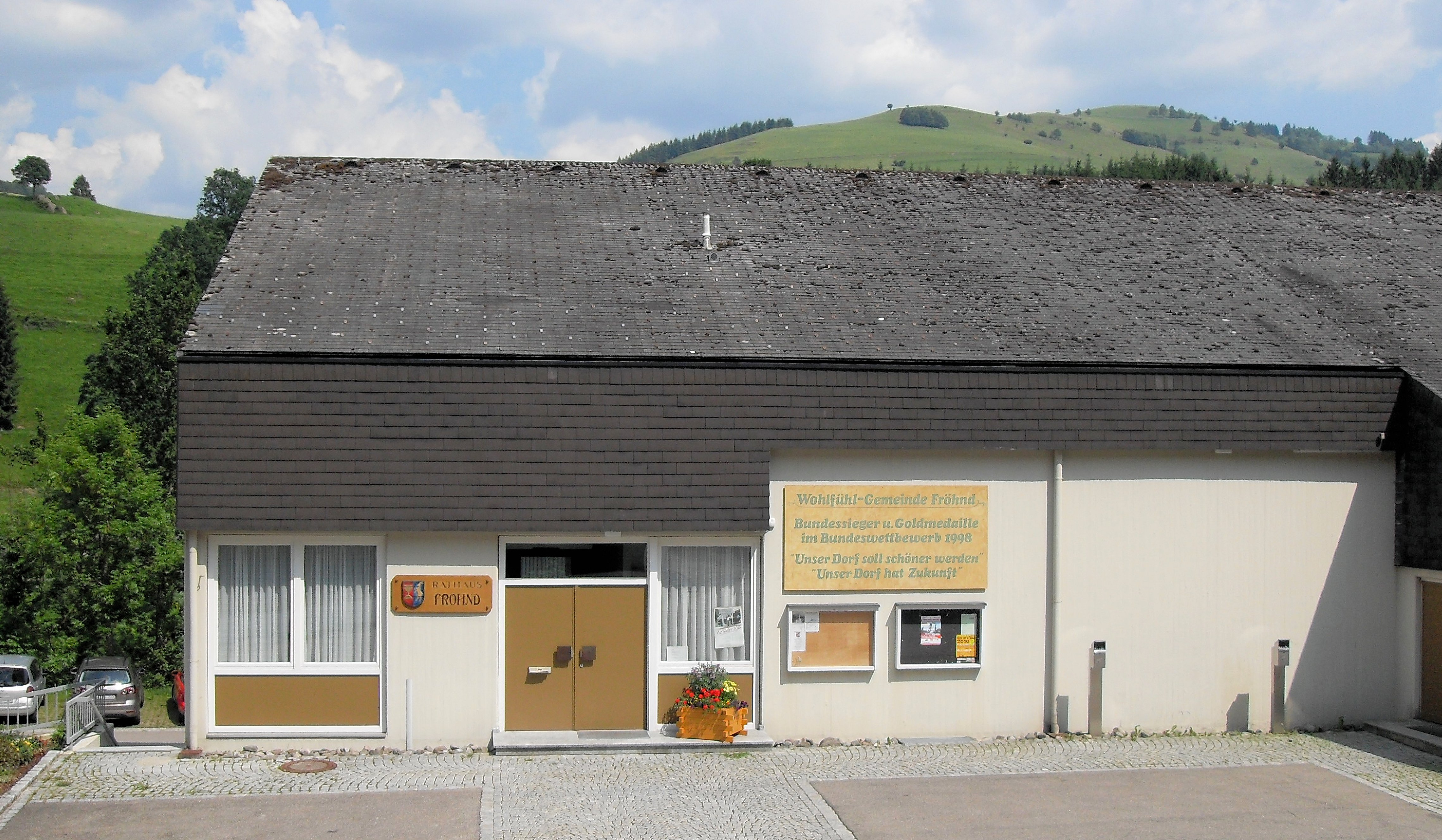
Rathaus im Ortsteil Unterkastel

### Gemeinderat
Der Gemeinderat in Fröhnd hat elf Mitglieder. Die Wahl findet als Unechte Teilortswahl in drei Wahlbezirken statt. Unterkastel und Kastel werden ebenso von drei Gemeinderatsmitgliedern vertreten wie die Teilorte Künaberg, Stutz und Holz; der dritte Wahlbezirk besteht aus den Teilorten Nieder- und Oberhepschingen, Ittenschwand und Hof, die von insgesamt vier Räten vertreten werden. Außerdem ist der Bürgermeister im Gemeinderat stimmberechtigt. 
Bei der Kommunalwahl am 9. Juni 2024 wurde der Gemeinderat durch Mehrheitswahl gewählt. Mehrheitswahl findet statt, wenn kein oder nur ein Wahlvorschlag eingereicht wurde. Die Bewerber mit den höchsten Stimmenzahlen sind dann gewählt. Die Wahlbeteiligung betrug 84,9 % (2019: 77,7 %).

### Bürgermeister
Bürgermeisterin war ab 2012 Tanja Steinebrunner. Im November 2020 wurde Michael Engesser im zweiten Wahlgang mit 69 % der Stimmen zum neuen Bürgermeister gewählt. Am 20. Januar 2021 wurde dieser vereidigt.

### Wappen
In gespaltenem Schild vorn in Rot ein goldener Stauf mit Deckel, hinten in Blau ein steigender goldener Hirsch. Das 1902 vom Generallandesarchiv Karlsruhe gestaltete Wappen erinnert an historische Herrschaftsverhältnisse. Der Stauf war Gemeine Figur des Wappens der Herren von Staufen, die als Untervögte für die Fröhnd zuständig waren. Der Hirsch war die Gemeine Figur des Wappens des Klosters Sankt Blasien, das Grundherr der Fröhnd war.

## Wirtschaft und Infrastruktur

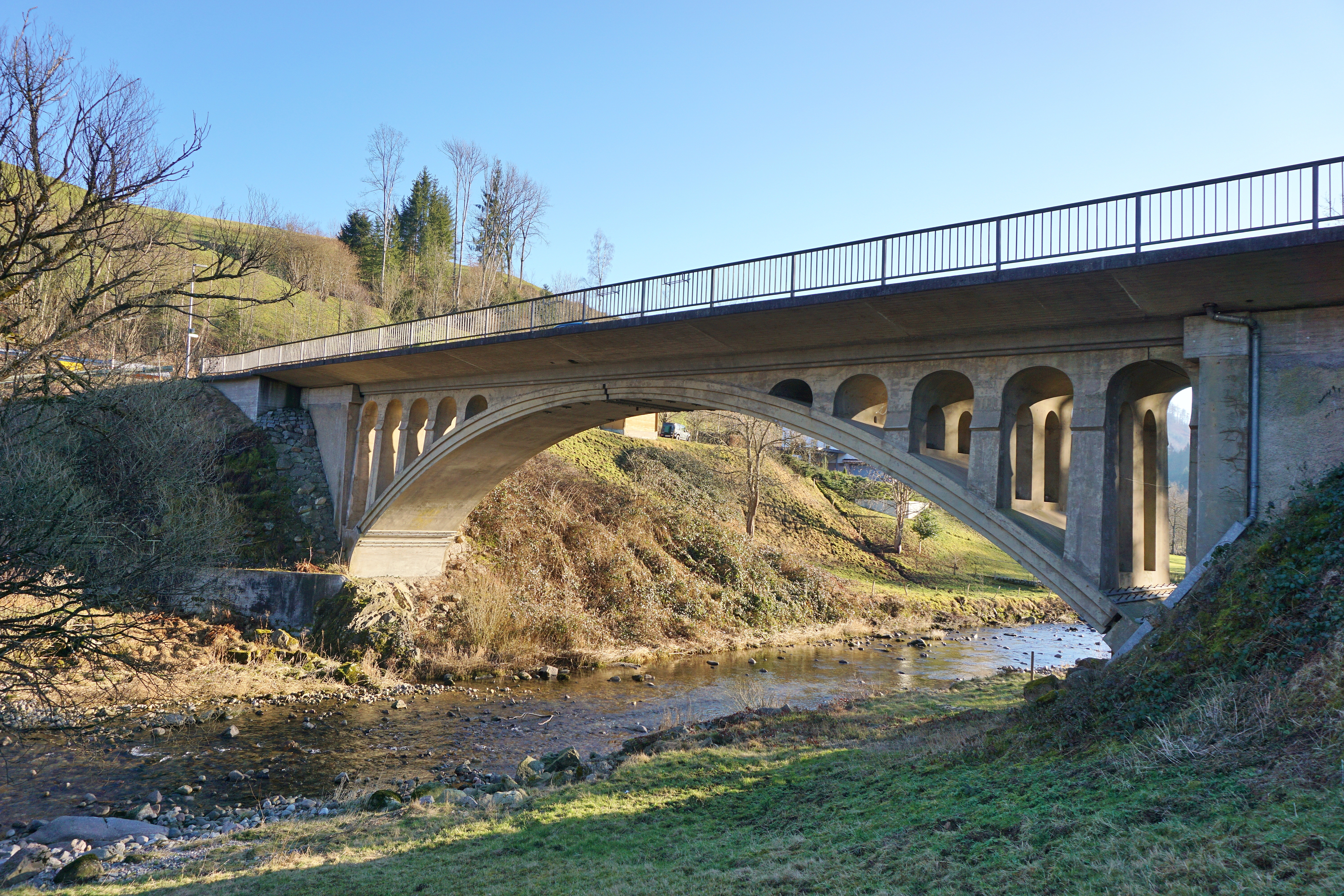
Kastler Brücke in Fröhnd Unterkastel

### Bildungseinrichtungen
In Fröhnd gibt es weder Kindergarten noch Schule. Grund- und Gemeinschaftsschüler besuchen die Schulen in Schönau im Schwarzwald, dort gibt es auch ein Gymnasium. Die nächstgelegene Realschule befindet sich in Zell im Wiesental.

### Verkehr
Neben dem Fluss Wiese der das Gemeindegebiet teilt, verläuft die Bundesstraße 317. Über die Kastler Brücke ist Fröhnd mit der B 317 verbunden. An der Bundesstraße befinden sich auf Gemeindegebiet zwei Haltestellen der Regionalbuslinie 7300 (Basel-Titisee) der SBG Südbadenbus GmbH. Die Kreisstraße 6303 führt von der Bundesstraße über die Teilorte der linken Talseite nach Häg-Ehrsberg. Die Teilorte auf den Hängen der rechten Talseite werden nur durch Gemeindeverbindungsstraßen erschlossen.
Durch Fröhnd führt der 54 Kilometer lange Wiesental Radweg, der von Todtnau kommend quer durch den Landkreis Lörrach bis nach Basel führt.

## Sehenswürdigkeiten

### Kapellen

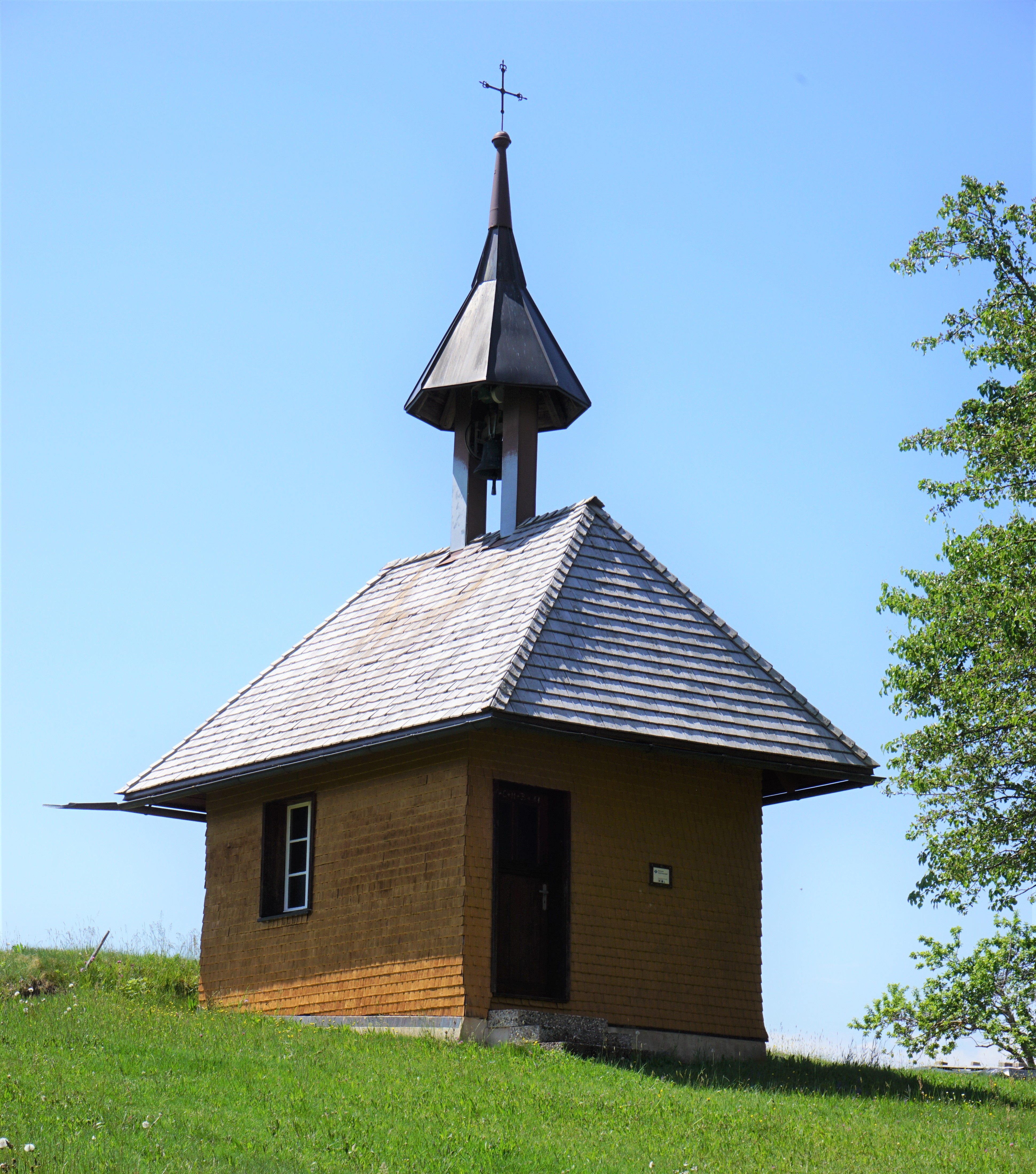
St.-Marien-Kapelle in Vorder-Holz

In den Ortsteilen Ittenschwand und Holz stehen kleine Kapellen. Die St.-Blasius-Kapelle in Ittenschwand wurde 1767 im Zopfstil errichtet und hat einen Rokoko-Altar. Ein Vorgängerbau bestand schon vor 1583; er wurde 1697 durch einen Neubau ersetzt. Der Bau von 1767 wurde Ende des 19. Jahrhunderts und erneut 1980/81 gründlich restauriert. Die St.-Marien-Kapelle in Vorder-Holz wurde 1714 gestiftet und 1953 neu auf einem steinernen Fundament errichtet. Der sehr kleine Bau ist allseitig mit Schindeln eingedeckt und trägt einen kleinen Dachreiter mit sechseckiger Pyramide und Glöckchen.

### Sonstige
Im Ortsteil Holz befindet sich eine fast 200 Jahre alte Klopfsäge, deren Funktionsweise man bei Vorführungen an den Wochenenden und in der Ferienzeit beobachten kann.

## Wettbewerbserfolge
Fröhnd wurde 1998 im Bundeswettbewerb Unser Dorf soll schöner werden – Unser Dorf hat Zukunft mit einer Goldmedaille ausgezeichnet und darf sich daher Golddorf  nennen. Im Landeswettbewerb 2017–2019 in Baden-Württemberg erhielt das Dorf eine Silbermedaille für außergewöhnliches Engagement bei der Entwicklung einer zukunftsfähigen dörflichen Heimat.